# Антоні Богданович
Антоні Богданович (1858, Язев — 1928, Варшава) — лікар, чоловік художниці українського походження Анни Білінської. Син дрібного шляхтича польського походження Теофіла Богдановича.

## Життєвий шлях
Навчання почав у Ломжі, але гімназію не закінчив з причин, про які лише можна здогадуватися з його подальшого життєпису. Отож гімназію закінчив у Маріямполі та поступив у Варшавський університет, з якого був змушений піти внаслідок конфлікту з куратором Варшавського наукового округу Апухтіним. Приблизно в 1882 році переїжджає в університет Парижа(виїхав з дому маючи в кишені 120 рублів, що при тодішньому курсі рубля майже дорівнювало нулю). В Парижі була велика скрута, наскільки відомо, йому допомагали у знайденні хоч якогось заробітку: емігрант Ціборовскі(фірма Adam et Cie), та, здається, також Андріолі Міхал Ельвіро та Францішек Генрик Духінський. Статок поправився і почав думати про науку після вступу на ретушера до Паризького фотографічного закладу Надара з місячною стипендією у 250 франків. Треба було насправді бути впертим та наполегливим, щоб в таких умовах ще й вивчати не найлегший з курсів — медицину. Вибравши спеціалізацію урологію, пише численні наукові роботи, з'являються і письменницькі спроби. Його практика розвивалася час від часу більше, що значно зміцнило його паризьке становище.
Коли в червні 1890 року відбулося перепоховання праху Адама Міцкевича, то власне Антоні походячи з Литви, там же маючи маєток, прощався з поетом на цвинтарі Монморансі. Ось як про це писав у своєму щоденнику:  Прах Міцкевича переносять з Монморансі до Вавеля. Вся польська діаспора, все Монморансі, делегації з країни, багато полонофілів з Парижа зібралися на цвинтарі. Розпочинається церемонія, одинадцять довгих, щиросердних, гарних промов виголошених вустами Асника, гербу Козебродського, Ренана та інших поминальних слів на гробом поета — поминальних слів без глибшої луни. Моя, найменш відомого, то й теж найкоротша опинилася слушно на останньому місці — я мав говорити останній. Зрештою мав вперше в житті говорити публічно. Говорити від Литви. Заляканий, невпевнений у собі, проте мушу — це вирішилося вже на цвинтарі, я написав тільки промову — виголошувати мав би хтось інший. Входжу на поміст, починаю, невдовзі мушу зупинитися здивований шумом, голосами, що наростали та піднімалися єдиною хвилею навколо мене. Озираюся довкола — натовп плаче — вся ця багатотисячна маса чоловіків та жінок голосно плаче… Мурашки повзуть від п'ят до голови, але закінчую свою коротку промову, сходжу з трибуни. — Що ви їм сказали? — Накинулися на мене з питаннями не знайомі з нашою мовою французькі журналісти, що ж ви сказали, через що плачуть? Я був у горі.
У червні 1892 року Антоні Богданович одружився зі знаменитою художницею Анною Білінською. Свідками з боку нареченої були старший син Адама Міцкевича Владислав та учасник Січневого повстання полковник Юзеф Ґалензовскі, з боку нареченого два колеги — доктор Ноель Гале та доктор Йоахим Альбаран. Це була громадська подія такого кшталту, що її не оминула «Ле Фігаро».
Але «Ле Фігаро» не згадала, що Білінська понад 10 років була важко хвора, хоча вона і не усвідомлювала серйозність ситуації. Богданович — лікар, Богданович — чоловік, намагався її врятувати. На жаль, марно.
Антоні після смерті дружини виїхав до Санти Розалії у Стару Каліфорнію в Мексиці як лікар товариства «Мідний рудник дель Болео». Після повернення з Мексики осідає в Авізі в Шампані, після сплину 2 чи 3 років переїжджає до Біаррица. Приблизно в 1901–1903 р.р. перебуває в Ніцці.
Коли вибухнула Перша світова війна йому вже було 56 років — а отож на той час вже був літньою людиною. Але, незважаючи на це: на початку війни вступає як лікар-офіцер до французької армії; спочатку призначений до Діна, пізніше на фронт під Верден, а потім на корабель «Британія», який перевозить війська через Середземне море до Салонік. Також керує шпиталем № 75 у Ніцці(чи теж у Каннах), а пізніше отримує найвищу французьку відзнаку «Військовий Хрест» та пам'ятну медаль і перепризначується до армії Галлера, з якою в ранзі майора повертається до рідного краю.
Він був головним лікарем Центрального збірного пункту (аналог військкомату) в Кракові, а після цього працював у Ломжі, потім в Серадзі і Мацейовицях, часто відвідував свого брата в Тикоцині, де писав книгу — власне опрацьовував щоденники своєї дружини, яку видав під назвою «Анна Білінська, жінка, полячка і художниця в світлі її щоденника та відгуків світової преси».
Помер у Варшаві в листопаді 1928 року.
Похований разом з дружиною на старому цвинтарі в Повонзках у Варшаві.